# Bucolión (hijo de Holeas)
En la mitología griega, Bucolión fue un rey de Arcadia, hijo y sucesor de Holeas.
Le sucedió su hijo Fíalo, con el que continuó la estirpe real de los descendientes de Arcas que proporciona Pausanias.